# András Dékány
András Dékány (ur. 11 stycznia 1903 w Kecskemét, zm. 30 maja 1967 w Budapeszcie) – węgierski pisarz, krytyk i dziennikarz. W ciągu swego życia był marynarzem, robotnikiem, ornitologiem, urzędnikiem. Jest autorem książek popularnonaukowych, powieści przygodowych dla młodzieży, dramatów oraz libretta do opery. Zadebiutował w 1932 powieścią Gyár. Na Węgrzech jest uważany za twórcę nowego gatunku literatury młodzieżowej – przygodowych powieści morskich dla młodzieży, opartych na prawdziwych zdarzeniach i wiarygodnych źródłach.

## Wyróżnienia i nagrody
- Nagroda im. Attili Józsefa (1961)

## Wybrane utwory
- Gyár (1932)
- Matrózok, hajók, kapitányok (1957, pl. Skarb uskoków, 1970)